# Чарльз Роберт Райт
Чарльз Роберт Райт (англ. Charles Robert Wright; 26 лютого 1927 — 17 жовтня 2017)  — теоретик у сфері соціології масових комунікацій. Дослідження Чарльза Райта фокусується на вивченні соціології масових комунікацій, поведінкових паттернах комунікаційної поведінки та соціальної структури. Чарльз Р. Райт був почесним професором комунікації та соціології у Аненбергській школі масових комунікацій Пенсильванського університету (англ. Annenberg School for Communication of Univerity of Pennsylvania). Райт відомий за його функціоналістський аналіз засобів масової комунікації, зокрема працю «Масові комунікації: соціологічна перспектива» (англ. Mass Communication: A Sociological Perspective) 1959 року, та низку інших.

## Біографія
Народився Чарльз Райт у 1927 році у Пеннсаукені, Нью-Джерсі (англ. Pennsauken, New Jersey) у сім'ї робітників під час Великої депресії. Його батько був безробітним упродовж більшості 1930-х років, поки економіка не підійшла до вступу США до Другої світової війни.
У 1943 році Райт спробував потрапити до військово-морського флоту США, але отримав відмову. Після чого, через рік, Райт все ж був успішно зарахований до флоту — на посаду електронного техніка.
Після закінчення війни, у 1946 році він вступив до Колумбійського університету (англ. Columbia University) з інтересом до дослідження громадської думки та комунікації. Його вчитель, соціолог Вільям Кейсі (англ. William Casey), закликав Чарльза Райта подати документи до випускної програми Колумбійського університету з соціології, де філія «Бюро прикладних соціальних досліджень» (англ. Bureau of Applied Social Research) вже була знайома з його працями з соціології масової комунікації.
Під час 1949—1954 років він здобув свою ступінь магістра та доктора філософії. Після цього Чарльз Райт працював помічником науковців в сфері соціології — Пола Лазарсфельда (англ. Paul Lazarsfeld)та Роберта Мертона (англ. Robert Merton), і почав свою співпрацю та дружбу з дослідником Гербертом Хейманом (англ. Herbert Hyman). Чарльз Райт став професором соціології в Каліфорнійському університеті в Лос-Анджелесі (англ. University of California, Los Angeles) у 1956 році.
Згодом дослідник опублікував свої дослідження з тематики:
- освіти — «Довготривалі наслідки освіти»[6] (англ. The Enduring Effects of Education, 1975;), «Довготривалі наслідки впливу освіти на цінності»[7] (англ. Education’s Lasting Influence on Values, 1979)
- програмного оцінювання — "Застосування методів оцінки: «Чотири дослідження перебування в літньому таборі для подальшого розвитку громадянської позиції»[8] (англ. Applications of Methods of Evaluation: Four Studies of the Encampment for Citizenship, 1962)
- міжнародного розвитку — «Індукція змін у спільнотах, що розвиваються»][9] (англ. Inducing Change in Developing Communities, 1967).

Чарльз Райт написав свою найбільшу працю «Масові комунікації: соціологічна перспектива» (1959), будучи професором у Каліфорнійському університеті. Книга разом зі статтею у 1960 році стали зразком для використання функціоналістського підходу до дослідження комунікації. Протягом десятиліть вона виступала як провідна праця для студентів та викладачів, що демонструє підхід вивчення засобів масової інформації із висвітленням соціальної сфери. Книга дослідника є впливовим та широко розповсюджуваним закликом включати поняття норм та ролей, явище соціалізації у дитинстві та навіть соціальний порядок в дослідження комунікацій.
Чарльз Райт закінчив членство у Каліфорнійському університеті наприкінці 1960-х, щоб стати директором програми Національного наукового фонду (англ. National Science Foundation's program ) в соціології та соціальній психології, після чого він прийняв пропозицію приєднатися до школи Анненберга.
|                                                                                  | Я думав, що школа, яка повністю присвячена вивченню комунікації, приверне більше студентів, котрі зацікавились тим самим явищем, яке мене цікавило |
| — стверджував Райт у 2016 році, описуючи своє рішення приєднатися до Анненберга, | |

|                          | Я думаю, що мене запросили сюди, щоб заохотити учнів до використання концепцій, які походять від соціології ... Не те, що студенти були зобов’язані це зробити, але вони повинні були інструментально володіти ними |
| — Чарльз Райт, 2016 рік, | |

Після офіційного виходу на пенсію в 1996 році Чарльз Райт продовжував навчати студентів Анненберга, зокрема популярним був курс «Соціологія масових комунікацій».
Райт був одружений з Анною Марі Райт, з якою він познайомився в Колумбії, протягом 51 року, поки вона не померла в 2001 році.

## Основні праці та публікації
- Масові комунікації: соціологічна перспектива (англ. Mass Communication: A Sociological Perspective)[4]
- Довготривалі наслідки освіти (англ. The Enduring Effects of Education)[6]
- Довготривалі наслідки впливу освіти на цінності (англ. Education’s Lasting Influence on Values)[7]
- Чотири дослідження перебування в літньому таборі для подальшого розвитку громадянської позиції (англ. Applications of Methods of Evaluation: Four Studies of the Encampment for Citizenship)[8]
- Індукція змін у спільнотах, що розвиваються (англ. Inducing Change in Developing Communities)[9]
- Вплив навчальної підготовки у сфері соціальних досліджень на розвиток професійних атитюдів (англ. The Effect Of Training In Social Research On The Development Of Professional Attitudes)[11]
- Масова комунікація та американська соціальна думка: ключові праці 1919—1968 років (англ. Mass Communication and American Social Thought: Key Texts, 1919-1968)[12]
- Соціальні дослідження та використання мас-медіа: кейс людей похилого віку (англ. Social Surveys and the Use of the Mass Media: The Case of the Aged)[13]

## Модель Чарльза Райта
Згідно з працею Чарльза Роберта Райта , основна діяльність масових медіа поділяється за спрямованістю на чотири таких види:
- Розважання (англ. entertainment) — поширення в медіа-просторі повідомлень, основною метою яких є розвага суспільства.
- Узгодження (англ. correlation) — інтерпретація інформації щодо навколишнього середовища з метою запровадження певної реакції суспільства на цю інформацію;
- Інформування (англ. surveillance) — збір та розповсюдження інформації стосовно подій навколишнього середовища в межах та/або за межами певного суспільства;
- Забезпечення культурної передачі (англ. cultural transmission) — забезпечення засобів, спрямованих на розповсюдження і закріплення у суспільстві існуючих культурних норм та цінностей або на їх передачу між поколіннями чи різними групами людей.

Наслідки від діяльності засобів масової комунікації можуть бути як позитивні (функції) так і негативні (дисфункції).
|                               | Соціальний об'єкт | Соціальний об'єкт | Соціальний об'єкт | Соціальний об'єкт                                                    |
| Суспільство                   | Індивід | Група (наприклад, політична еліта)                                                                                           | Культура |                                                                      |
|                               | Інформування | Інформування | Інформування | Інформування                                                         |
| ----------------------------- | --- | --- | --- | -------------------------------------------------------------------- |
| Функції (явні та латентні)    | Функція попередження: природні небезпеки збройні конфлікти, війна; Інструментальна функція: важливі новини для економіки та інших галузей; Забезпечення дотримання соціальних норм. | Функція попередження: інструментальна функція; Надання престижу (статусу) через поінформованість індивіда; Передача статусу. | Інструментальна функція: інформація, корисна для влади; Знання про девіантну поведінку та бунтівну поведінку з боку груп; Керування громадською думкою (моніторинг, контроль); легітимація влади: передача статусу. | Підтримання культурних контактів; Підтримання культурного зростання. |
| Дисфункції (явні та латентні) | Загроза стабільності (порівняння з іншими — «кращими» країнами); Породження паніки.                                                                                                 | Занепокоєння, приватизіція наркотизація; Апатія.                                                                             | Загроза пропаганди «ворогів»; Загроза владі політичної еліти: із допомогою новин; загроза викриття. | Допускає загрозу культурного вторгнення.                             |

|                               | Соціальний об'єкт                                                                                                   | Соціальний об'єкт                                                                                              | Соціальний об'єкт                  | Соціальний об'єкт                                                                     |
| Суспільство                   | Індивід | Група (наприклад, політична еліта)                                                                             | Культура                           |                                                                                       |
| ----------------------------- | --- | --- | ---------------------------------- | ------------------------------------------------------------------------------------- |
|                               | Узгодження | |                                    |                                                                                       |
| Функції (явні та латентні)    | Сприяння мобілізації; Перешкоджає загрозам соціальної стабільності; Перешкоджає паніці.                             | Забезпечення ефективності: асиміляція новин; Перешкоджає: надмірному збудженні, тривозі, апатії, приватизації. | Допомагає зберегти владу.          | Перешкоджає культурному вторгненню; Підтримання та досягнення культурного консенсусу. |
| Дисфункції (явні та латентні) | Збільшення соціального конформізму: перешкоджає соціальним змінам, при відсутності заохочення критичних здібностей. | Послаблення критичних здібностей; Збільшення рівня пасивності.                                                 | Збільшення рівня відповідальності. | Перешкоджає культурному зростанню.                                                    |

|                               | Соціальний об'єкт | Соціальний об'єкт                                                                                                   | Соціальний об'єкт                             | Соціальний об'єкт                    |
| Суспільство                   | Індивід | Група (наприклад, політична еліта)                                                                                  | Культура                                      |                                      |
| ----------------------------- | --- | --- | --------------------------------------------- | ------------------------------------ |
|                               | Спадкоємність | |                                               |                                      |
| Функції (явні та латентні)    | Збільшення соціальної згуртованості; розширення бази спільних норм та очікувань; зменшення аномії. Продовження соціалізації: (зв'язок з індивідами, навіть після того, як вони завершили школу чи інші інститути). | Сприяння інтеграції: вплив загальних норм на індивідів; зменшення розбіжностей в індивідуальному. Зменшення аномії. | Розширення влади: ще один агент соціалізації. | Підтримка культурного консенсусу.    |
| Дисфункції (явні та латентні) | Збільшення «масового» суспільства. | Деперсоналізація (знеособлення) актів соціалізації.                                                                 |                                               | Зниження різноманітності субкультур. |

|                               | Соціальний об'єкт                                   | Соціальний об'єкт                                                 | Соціальний об'єкт                                  | Соціальний об'єкт                           |
| Суспільство                   | Індивід                                             | Група (наприклад, політична еліта)                                | Культура                                           |                                             |
| ----------------------------- | --------------------------------------------------- | ----------------------------------------------------------------- | -------------------------------------------------- | ------------------------------------------- |
|                               | Розважання                                          |                                                                   |                                                    |                                             |
| Функції (явні та латентні)    | Відпочинок для людей.                               | Відпочинок.                                                       | Розширення влади: контроль за іншою областю життя. |                                             |
| Дисфункції (явні та латентні) | Відволікає громадськість: уникнення соціальної дії. | Збільшення пасивності; зниження рівня «смаку»; Дозволяє ескапізм. |                                                    | Послаблення естетики: «популярна культура». |

Важливо зазначити, що можливий випадок проявів як функцій так і дисфункцій засобів масової комунікації одночасно. Наприклад, коли гасла кампанії охорони громадського здоров'я виглядають непривабливими чи лякаючими для деяких людей і вони не погоджуються на огляд.